# Deruta
Deruta is een gemeente in de Italiaanse provincie Perugia (regio Umbrië) en telt 8498 inwoners (31-12-2004). De oppervlakte bedraagt 44,4 km², de bevolkingsdichtheid is 191 inwoners per km².

## Demografie
Deruta telt ongeveer 3142 huishoudens. Het aantal inwoners steeg in de periode 1991-2001 met 5,9% volgens cijfers uit de tienjaarlijkse volkstellingen van ISTAT.
| Jaar | Inwoneraantal |
| ---- | ------------- |
| 1991 | 7640          |
| 2001 | 8090          |

## Geografie
De gemeente ligt op ongeveer 218 m boven zeeniveau.
Deruta grenst aan de volgende gemeenten: Bettona, Collazzone, Marsciano, Perugia, Torgiano.